# Uruguay ai Giochi della XX Olimpiade
L'Uruguay partecipò ai Giochi della XX Olimpiade che si sono svolti a Monaco di Baviera dal 26 agosto all'11 settembre 1972, con una delegazione di tredici atleti impegnati in cinque discipline, per un totale di dodici competizioni. Portabandiera fu il martellista Darwin Piñeyrúa. Fu l'undicesima partecipazione di questo paese ai Giochi estivi. Non fu conquistata nessuna medaglia.